# Оглала (Південна Дакота)
Оглала (англ. Oglala) — переписна місцевість (CDP) в США, в окрузі Шеннон штату Південна Дакота. Населення — 1282 особи (2020).

## Географія
Оглала розташована за координатами 43°11′30″ пн. ш. 102°42′35″ зх. д. / 43.19167° пн. ш. 102.70972° зх. д. (43.191561, -102.709678).  За даними Бюро перепису населення США в 2010 році переписна місцевість мала площу 34,61 км², з яких 32,38 км² — суходіл та 2,22 км² — водойми.

## Демографія
Згідно з переписом 2010 року, у переписній місцевості мешкало 1290 осіб у 258 домогосподарствах у складі 230 родин. Густота населення становила 37 осіб/км².  Було 279 помешкань (8/км²).
Расовий склад населення:
| - 97,4 % — корінних американців - 1,6 % — білих |

До двох чи більше рас належало 1,0 %. Частка іспаномовних становила 1,9 % від усіх жителів.
За віковим діапазоном населення розподілялося таким чином: 42,9 % — особи молодші 18 років, 51,6 % — особи у віці 18—64 років, 5,5 % — особи у віці 65 років та старші. Медіана віку мешканця становила 21,5 року. На 100 осіб жіночої статі у переписній місцевості припадало 101,9 чоловіків;  на 100 жінок у віці від 18 років та старших — 92,9 чоловіків також старших 18 років.
Середній дохід на одне домашнє господарство  становив 30 477 доларів США (медіана — 21 757), а середній дохід на одну сім'ю — 32 583 долари (медіана — 23 167). За межею бідності перебувало 63,1 % осіб, у тому числі 68,0 % дітей у віці до 18 років та 15,7 % осіб у віці 65 років та старших.
Цивільне працевлаштоване населення становило 356 осіб. Основні галузі зайнятості: освіта, охорона здоров'я та соціальна допомога — 62,9 %, публічна адміністрація — 12,6 %, мистецтво, розваги та відпочинок — 7,3 %, роздрібна торгівля — 5,1 %.